# 태용
태용(본명: 이태용, 1995년 7월 1일 ~ )은 대한민국의 래퍼이자 가수로, 보이 그룹 NCT의 멤버이다.

## 경력

### 2012~2016: 데뷔 전 활동
태용은 2012년 SM엔터테인먼트 채용담당자에게 길거리 스카우트를 받아 애국가를 부르며 오디션에 합격해 입사했다. 같은 해 SBS 드라마 '아름다운 그대에게' 촬영에 참여했다. 2013년 12월 3일 태용은 SM 엔터테인먼트 소속 연습생 프리데뷔팀인 SM 루키즈의 멤버로 소개되었다.
2014년 태용은 현 NCT 멤버 쟈니, 현 레드벨벳 멤버 아이린, 슬기와 함께 여러 잡지에 출연했다. 2014년 7월 태용이 자신의 노래 "Open the Door"의 일부를 연주하는 비디오가 SMTown의 YouTube 채널에 게시되었다. 그해 말, 그는 Mnet에서 제작한 Exo 90:2014 쇼에 여러 미래 NCT 멤버들과 함께 출연했다. , 1990년대 K팝 노래에 맞춰 춤을 췄던 곳. 태용은 신화 'Yo!' 뮤직비디오 리메이크에도 참여했다. 그리고 Fly To Sky의 "Missing You". 2014년 10월, 그는 레드벨벳의 "Be Natural" 노래에 피처링했으며 당시 SR14B Taeyong으로 인정받았다.

### 2016–2018: NCT, NCT U, NCT 127로 데뷔
2016년 4월 3일 태용은 보이그룹 NCT의 첫 번째 유닛인 NCT U의 멤버로 확정됐다. 지난 4월 8일 NCT U의 디지털 싱글 'The 7th Sense'를 발매하며 정식 데뷔했다. 그와 Mark는 작곡에 참여했다. 그해 말, 태용은 NCT의 두 번째 서브 유닛인 서울 기반 NCT 127의 멤버이자 리더로 발표되었다. 2016년 7월 6일, 그는 NCT 127의 싱글 "Fire Truck"으로 데뷔했다. 3일 후, 그들은 태용이 세 곡을 공동 작곡한 첫 번째 확장 플레이(EP), NCT #127을 발표했다.  그는 훈련 이전에 댄스에 대한 배경 지식이 없었음에도 그룹의 메인 래퍼이자 메인 댄서가 되었고, 그의 댄스 코치는 그가 동료들을 따라잡을 수 있을지 의심을 표명했다.
2017년 1월 NCT 127이 EP Limitless로 돌아왔다. 태용은 이번 앨범의 4곡 작사에 참여했으며, 'Baby Don't Like It'은 처음으로 작곡가로 이름을 올렸다. 6월에는 세 번째 EP인 Cherry Bomb을 발매했다. 한 곡을 제외하고 앨범의 모든 곡은 태용이 공동 작곡했다. 타이틀곡 "Cherry Bomb"은 후에 빌보드와 아이돌레이터가 선정한 올해의 최고의 K팝 노래 중 하나로 선정되었다. 같은 해 태용은 SM엔터테인먼트 소속 아티스트인 히치하이커(Hitchhiker), 유영진(Yoo Youngjin)과 두 차례 콜라보레이션에 참여했다. 히치하이커가 프로듀싱한 실험적인 곡 '어라운드'는 지난 5월 SM 스테이션 프로젝트를 통해 뮤직비디오와 함께 공개됐다. 2017년 8월 SM Station을 통해 발매된 록 발라드 'Cure'로 가수 겸 프로듀서인 유영진과 함께 작업했다. 태용은 NCT 127의 보컬 태일, 도영과 함께 드라마 스쿨 2017의 OST에 출연했으며, R&B 발라드 "Stay in My Life"의 래퍼이자 작곡가로 참여했다.
2018년 3월, NCT는 모든 하위 유닛을 통합하는 대규모 프로젝트인 NCT 2018 Empathy의 일환으로 첫 번째 스튜디오 앨범을 발매했다. 태용은 앨범에 수록된 5개의 유닛에 출연했고, Empathy를 위한 5곡의 작사에 참여했다. 2018년 5월, 태용은 레이블 동료 보아와 함께 농사와 식품 생산 과정을 탐구하는 연예인 그룹을 따라가는 버라이어티 예능 프로그램 '푸드 다이어리'에 합류했다.
태용은 NCT 127의 첫 정규앨범 'Regular-Irregular'의 리드 싱글 'Regular'를 포함해 4곡을 공동 작사했다. 이 노래는 처음에 영어와 한국어로 출시되었지만 나중에 NCT의 중국어 서브 유닛 WayV의 데뷔 싱글로도 사용되었다.

### 2019~현재: SuperM으로 솔로 활동 및 데뷔
2019년 4월, NCT 127은 첫 일본 스튜디오 앨범 Awaken을 발매했으며, 여기에는 태용이 'Lips'를 공동 작사했다. 2019년 7월 태용은 뮤직비디오와 함께 자신이 작사, 작곡한 첫 솔로곡 'Long Flight'를 발매했다. 이 트랙은 SM Station 프로젝트의 세 번째 시즌의 피날레로 사용되었다. 이 곡은 빌보드 월드 디지털 송 세일즈 차트에서 6위로 데뷔했다. 2019년 8월 8일 태용은 SM 엔터테인먼트가 캐피톨 레코드와 손잡고 만든 K팝 슈퍼그룹 SuperM의 멤버임을 공개했다. 그룹의 프로모션은 10월에 시작되었으며 미국 시장을 겨냥했다. 태용이 "No Manners"라는 곡을 공동 작곡하고 공동 프로듀싱한 첫 EP인 SuperM을 발매했다. 또한 지난 8월 태용과 펀치는 TV 시리즈 '호텔 델루나'의 OST '러브 델 루나'를 함께 작업했다. 그해 말, 태용은 마틴의 "Mood"에 피처링을 했다.
2020년 3월 NCT 127은 두 번째 정규 앨범 Neo Zone을 발매했다. 태용은 이번 앨범의 3곡을 공동 작사에 참여했다. 상업적으로 성공했고 미국 빌보드 200에서 5위로 데뷔했으며, 리패키지인 Neo Zone: Final Round와 함께 한국에서 100만 장 이상 판매되었다.그해 말, SuperM은 첫 번째 스튜디오 앨범 Super One을 발매했으며, 이 앨범에서 태용은 "Together At Home"이라는 노래를 공동 작곡했다. 2020년 9월, NCT의 두 번째 그룹 프로젝트인 NCT 2020 : Resonance가 공개되며, 태용이 그룹 전체의 리더로 확정됐다.
2021년 3월 15일, 태용은 자신의 사운드클라우드 계정을 열고 새로운 데모 싱글 "Dark Clouds"와 그 리믹스를 발매했다. 이후 'GTA1', 'GTA2', '블루', '몬로'(엑소 백현 피처링), '로즈'(레드벨벳 슬기 피처링), '수영장' 등의 데모 싱글을 플랫폼에 발매했다. 《다크 클라우드》는 사운드클라우드 2021 플레이백 어워드에서 2021년 한 주 동안 플랫폼에서 가장 많은 팬 댓글을 달았다. 8월에 태용은 전국적으로 상당한 인기를 얻은 댄스 서바이벌 쇼 스트리트 우먼 파이터에서 심사위원으로 활동했다. 그는 나중에 NCT 멤버 마크와 함께 프로그램의 스핀오프인 스트리트 댄스 걸스 파이터에 게스트 심사위원으로 출연했다. 태용은 NCT 127의 세 번째 정규 앨범 "스티커"의 타이틀 곡을 공동 작곡했고, 이 앨범은 SM 엔터테인먼트 역사상 가장 많이 팔린 앨범이 되었다. 2021년 겨울 SM 타운: SMCU 익스프레스의 안무와 작사가로 활동하였다.
2022년 3월 11일, 태용은 수란의 새 EP Flyin' Part 1의 "Diamond" 피처링으로 발표되었다. 태용은 나중에 3월 14일 자신의 YouTube 채널 TY Track 개설을 발표하고 신곡의 퍼포먼스 비디오를 공개했다. 다음 날 수란이 출연한 "Lonely". 태용은 지난 4월 14일 SM 스테이션을 통해 원스타인과 콜라보한 싱글 'Love Theory'를 발매했다. 지난 4월 28일 태용은 Mnet의 댄스쇼 애니바디캔댄스(Any Body Can Dance)의 MC로 발탁돼 스트리트 우먼 파이터의 리더들과 재회했다. 지난 6월 2일 그는 자신의 유튜브 채널에 신곡 '고스트(Ghost)'의 두 번째 퍼포먼스 영상을 공개했다. 태용은 지난 9월 7일 강타의 '건너뛰기' 피처링으로 랩 작사, 토플링에 참여했다고 밝혔다. 또한 지난 9월 20일 태용은 마크와 함께 랩 메이킹에 참여한 SMF 곡 'Lit'을 발매하기도 했다.
2023년 06월 05일 솔로 미니 앨범인 샤랄라를 발매하며 NCT 멤버들 가운데 처음으로 솔로 데뷔를 했다.

## 개인 생활

### 병역
2024년 3월 18일 SM 엔터테인먼트는 태용이 2024년 4월 15일 대한민국 해군에 입대한다고 밝혔다. 이는 NCT 멤버들 가운데 첫 군복무이다.

## 학력
- 남서울중학교 (졸업)
- 서울공연예술고등학교 (졸업)

## 데뷔 이전
- 2012년 SBS 수목 드라마 《아름다운 그대에게》
- 2013년 ~ 2016년 《SM ROOKIES》
- 2014년 《EXO 90:2014》

## 음반 활동

### 음반
- 2024년 미니 2집《TAP》
- 2023년 미니 1집《샤랄라》
- 2019년 tvn 드라마 《호텔 델루나》 OST - "러브 델루나" (펀치, 태용)
- 2019년 솔로 곡 "Long Flight"
- 2017년 《SM STATION 2》 - "AROUND" (히치하이커 X 태용)
- 2017년 《SM STATION 2》 - "함께 (Cure)" (유영진 X 태용)
- 2017년 KBS 드라마 《학교 2017》 OST - "Stay in my Life" (문태일, 태용, 도영)

### 작곡
NCT 127
- "Baby Don't Like It (나쁜 짓)"
- "지금 (City 127)"

### 작사

#### NCT U
- "일곱 번째 감각 (The 7th Sense)"
- "BOSS"
- "Baby Don't Stop"
- "YESTODAY"

#### NCT 127
- "소방차 (Fire Truck)"
- "Mad City"
- "Good Thing"
- "Back 2 U (AM 01:27)"
- "Baby Don't Like It (나쁜 짓)"
- "Angel"
- "Cherry"
- "Running 2 U"
- "0 Mile"
- "Whiplash"
- "Summer 127
- "Regular (Korean Ver.)"
- "지금 우리 (City 127)"
- "내 Van (My Van)"
- "악몽 (Come Back)"
- "Regular (English Ver.)"
- "Simon says"

### NCT 2018
- "Black on Black"

그 외
- "AROUND"
- "함께 (Cure)"
- "Stay in my Life"
- "Long Flight

## 음반 외 활동

### 드라마
| 연도 | 방송사 | 제목                  | 역할      | 비고      |
| ---- | ------ | --------------------- | --------- | --------- |
| 2012 | SBS    | 《아름다운 그대에게》 | 백한결 역 | 데뷔 이전 |

### 텔레비전 프로그램
| 연도 | 방송사 | 제목                     | 비고      |
| ---- | ------ | ------------------------ | --------- |
| 2016 | Mnet   | 《엠 카운트다운》        | 485회 MC  |
| 2017 | Mnet   | 《엠 카운트다운》        | 523회 MC  |
| 2018 | Mnet   | 《엠 카운트다운》        | 559회 MC  |
| 2018 | Mnet   | 《엠 카운트다운》        | 560회 MC  |
| 2018 | tvN    | 《식량일기 닭볶음탕 편》 | 고정 출연 |
| 2018 | OGN    | 《게임돌림픽》           | 참가자    |
| 2021 | Mnet   | 《스트릿 우먼 파이터》   | 심사위원  |

### 라디오 프로그램
| 연도 | 방송사     | 제목                   | 비고      |
| ---- | ---------- | ---------------------- | --------- |
| 2017 | SBS 파워FM | 《NCT의 night night!》 | 스페셜 DJ |

### 광고
| 연도 | 품목                  | 기업명           | 비고                                 |
| ---- | --------------------- | ---------------- | ------------------------------------ |
| 2016 | 디자인 유나이티드     | 신세계인터내셔날 | SM Rookies(16 S/S) ->NCT 127(16 F/W) |
| 2016 | 생활플랫폼            | SK텔레콤         |                                      |
| 2016 | 슈퍼콤마비            | 코오롱인더스트리 |                                      |
| 2016 | 아이비클럽            | 대원             |                                      |
| 2016 | 코카콜라              | 코카콜라         |                                      |
| 2017 | Masita Crispy Seaweed | Masita           |                                      |
| 2017 | 롯데면세점            | 롯데             |                                      |
| 2018 | 엘리트 교복           | 형지엘리트       |                                      |
| 2019 | 엘리트 교복           | 형지엘리트       |                                      |

### 앰버서더
- 2019년 11월 슈퍼엠(SuperM) 대한항공 글로벌 앰배서더(Global Ambassador) 위촉

### 뮤직비디오
- 2014년 10월 레드벨벳 <Be Natural>

## 같이 보기
- NCT의 수상 및 후보 목록